# Yasuomi Kugisaki
Yasuomi Kugisaki (født 3. maj 1982) er en tidligere japansk fodboldspiller.
Han har spillet for flere forskellige klubber i sin karriere, herunder Avispa Fukuoka.